# Forward (basket)
I basket har man oftast två forwards på plan. En sak som utmärker basket är att man använder sig av många fler spelarpositioner än det finns spelare på planen. Den vanligaste uppställningen innehåller dock en power forward och en small forward. 

## Power forward
En power forward ska vara en lång och kraftfull spelare. En power forwards främsta uppgift är att gå igenom och penetrera mot motståndarnas korg. Det är också en mycket viktig position som returtagare. 

## Small forward
En small forward ska agera som en slags semi-guard. Hen ska kunna dribbla bollen hyfsat bra och vara en duktig passare. Hen är ett mellanting mellan Guard och Forward.

## Rebound forward
Precis som det hörs på namnet är en rebound forwards främsta uppgift att ta returer under bägge korgar, och hjälpa lagmedlemmarna till enkla returer genom att blockera ut motståndare.

## Screen forward
En screen forward ska kunna hjälpa sina medspelare att bli fria genom att screena deras försvarare, det är mycket ovanligt med renodlade screen forwards och screen forwards ska kunna alternera till en annan position om det behövs.

## Shooting forward
En shooting forward skall vara en mycket bra skytt och kunna ta sig till skottlägen genom snabba V-cuts eller screener från medspelare.

## Baseline forward
En baseline forward jobbar mycket längs med kortsidelinjen eller baseline. Det är precis som med screen forwards ovanligt att man är renodlad base forward utan man ska helst kunna alternera till en annan position.